# 크리 서머
크리 서머(Cree Summer, 1969년 7월 7일 ~ )는 캐나다, 미국의 배우, 가수이다.